# Can't Get You Out of My Head: An Emotional History Of The Modern World
Can't Get You Out of My Head: An Emotional History Of The Modern World est une série documentaire en six épisodes réalisée par Adam Curtis, sorti en 2021.

## Synopsis
Comme beaucoup de documentaires précédents de Curtis, il explore et relie divers sujets tels que l'individualisme, le collectivisme, les théories du complot, les mythes nationaux, l'impérialisme américain, l'histoire de la Chine, l'intelligence artificielle et l'échec de la technologie à libérer la société de la manière dont les utopistes l'espéraient autrefois..

## Fiche technique
- Titre français : Can't Get You Out of My Head: An Emotional History Of The Modern World
- Réalisation : Adam Curtis
- Production : BBC
- Pays d'origine : Royaume-Uni
- Format : Couleurs - 35 mm
- Genre : documentaire
- Date de sortie :
  - Royaume-Uni : 11 février 2021

## Épisodes
1. Bloodshed on Wolf Mountain
2. Shooting and F**king are the Same Thing
3. Money Changes Everything
4. But What If the People are Stupid
5. The Lordly Ones
6. Are We Pigeon? Or Are We Dancer?